# 박도영
박도영(1993년 1월 30일~)은 대한민국의 여자 스피드 스케이팅 선수이다. 양주시 덕정고등학교 재학 중 스피드 스케이팅 장거리 국가대표로 선발되었다. 캐나다 밴쿠버에서 열린 2010년 동계 올림픽에 참가하여 3000m와 팀추월에 출전하였다. 카자흐스탄 아스타나에서 열린 2011년 동계 아시안 게임 5000m에서 은메달, 팀추월에서 금메달을 획득하였다. 2012년 아스타나에서 열린 세계 종합선수권 대회 아시아지역예선 겸 아시아선수권 대회 5000m에서 7분08초92으로 13년 만에 한국신기록을 수립하였다. 러시아 모스크바에서 열린 2012년 세계 종합 선수권에서 12위에 올랐다. 한국체육대학교를 졸업했다. 그 후 동두천 시청에 입단했다. 2013년도 제26회 트렌티노 동계유니버시아드 스피드스케이팅 여자 5000m에서 동메달을 획득하였다. 2017년 삿포로 동계 아시안게임에 참가하여 3000m, 5000m, 매스스타트에 출전하였다.